# Красносељски
Красносељски (рус. Красносельский) насељено је место са званичним статусом полуурбане варошице (рус. посёлок городского типа) на југозападу европског дела Руске Федерације. Налази се на истоку Краснодарске Покрајине и административно припада њеном Гуљкевичком рејону.
Према статистичким подацима Националне статистичке службе Русије за 2017. у вароши је живело 7.608 становника.

## Географија
Варошица Красносељски се налази у источном делу Краснодарске покрајине, односно на северу припадајућег јој Гуљкевичког рејона. Лежи на ниској левој обали реке Кубањ на надморској висини од око 73 метра. Варошица се налази на неких 8 километара северозападно од рејонског центра, града Гуљкевича, око 2 км западно од варошице Гиреј и око 132 км североисточно од покрајинске престонице Краснодара. На десној обали Кубања насупрот Красносељску налази се град Кропоткин.

## Историја
Савремено насеље основано је пре 1882. године. Званичан административни статус варошице има од 1976. године.

## Демографија
Према подацима са пописа становништва 2010. у насељу је живело 7.792 становника, док је према проценама из 2017. имало 7.608 становнка.
| 1939. | 1989. | 2002. | 2010. | 2017. |
| ----- | ----- | ----- | ----- | ----- |
| —     | —     | 7.462 | 7.792 | 7.608 |